# Сънища (филм, 1990)
„Сънища“ (на английски: Dreams) е японски филм от 1990 г., написан и режисиран от Акира Куросава. Филмът е създаден пет години след „Ран“, с помощта на Джордж Лукас и Стивън Спилбърг, и финансиран от „Уорнър Брос“.